# Burzum (album)
Burzum este albumul de debut al formației Burzum. A fost înregistrat în ianuarie 1992 și lansat în luna martie a aceluiași an. Ulterior a fost relansat în 1995 împreună cu EP-ul Aske pe compilația Burzum / Aske.

## Lista pieselor

### Side Hate
1. "Feeble Screams From Forests Unknown" – 07:28
2. "Ea, Lord Of The Depths"[1] – 04:53
3. "Black Spell Of Destruction"[2] – 05:40
4. "Channeling The Power Of Souls Into A New God" – 03:27

### Side Winter
1. "War" – 02:30
2. "The Crying Orc" – 00:57
3. "A Lost Forgotten Sad Spirit" – 09:11
4. "My Journey To The Stars" – 08:10
5. "Dungeons Of Darkness" – 04:50

## Personal
- Varg Vikernes - Vocal, toate instrumentele
- Euronymous - Chitară (piesa 5) (sesiune)